# Estación de Volontaires

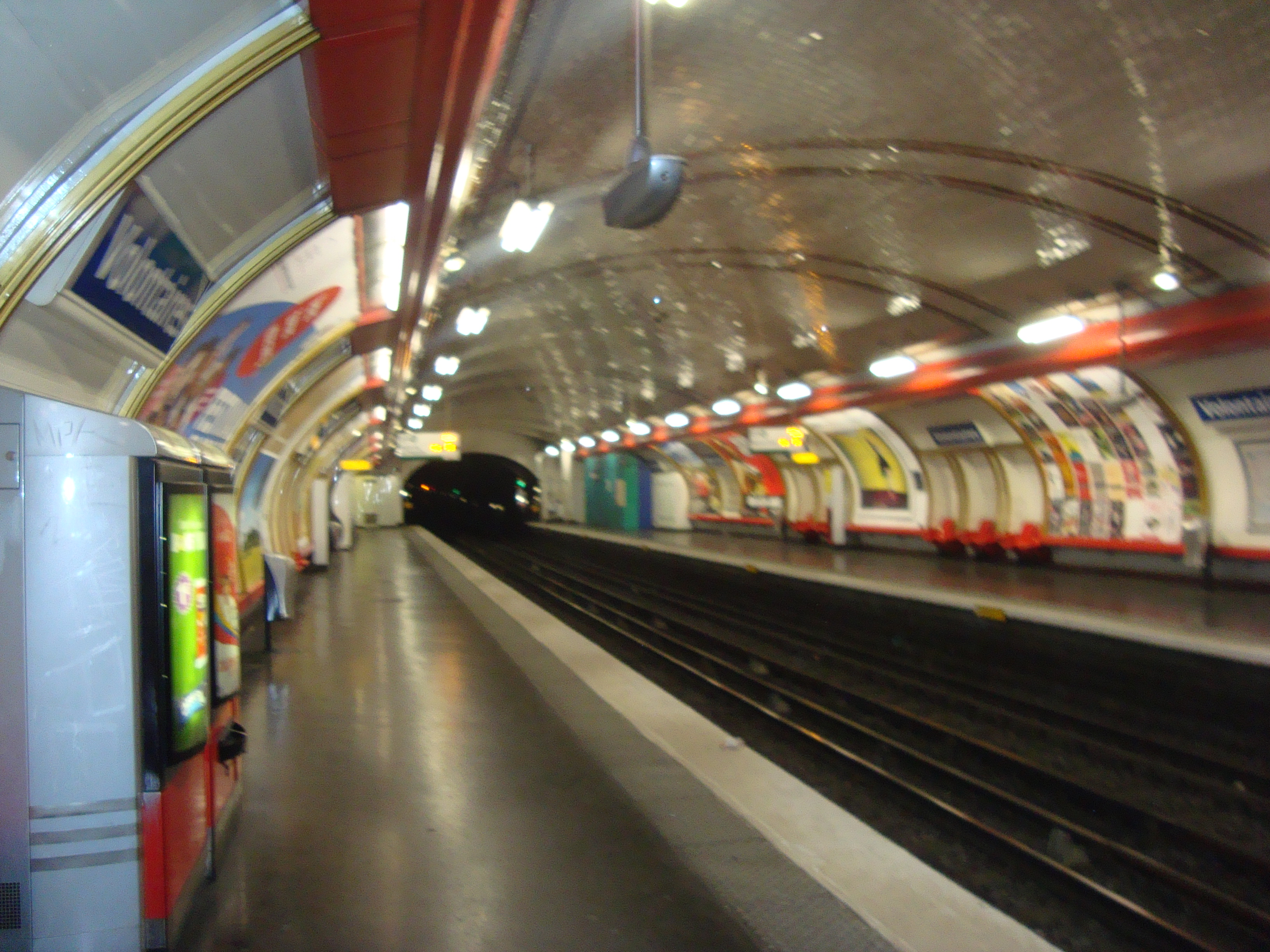
La estación antes de ser renovada

Volontaires (en español: Voluntarios) es una estación del metro de París situada al sur de la capital, en el XV Distrito. Forma parte de la línea 12. 

## Historia
La estación fue inaugurada el 5 de noviembre de 1910. La estación formaba parte del tramo inicial de la línea A, que luego se convertiría en la línea 12, uniendo Notre Dame de Lorette con Porte de Versailles. 
En 1822, los vecinos de la zona decidieron abrir ellos mismos una calle que desembocara en la calle de Vaugirard y que se llamó ruelle Volontaire.

## Descripción
La estación se compone de dos andenes laterales de 75 metros de longitud y de dos vías.
En su diseño sigue un estilo, llamado carrossage, utilizado en los años 50 y 60 que pretendía romper con los esquemas clásicos. Para ello se optó por cubrir o retirar los omnipresentes azulejos blancos revistiendo las estaciones usando paneles y llamativas molduras coloreadas que abarcaban todo el ancho de la pared. Enmarcados, los anuncios publicitarios o la señalización lograban destacar mucho más. Aunque este tipo de diseño fue muy apreciado en su momento, se acabó descartando porque su mantenimiento era costoso y complejo ya que cualquier actuación exigía retirar el revestimiento. Si bien muchas estaciones que lo lucían han regresado a diseños más clásicos no es el caso de Volontaires que sigue conservando sus molduras horizontales de color rojo mientras que las verticales, usadas en los paneles publicitarios son doradas.
La iluminación corre a cargo del anticuado modelo néons, donde unos sencillos tubos fluorescentes se descuelgan de la bóveda para iluminar los andenes.
La señalización por su parte usa la moderna tipografía Parisine aunque fiel al estilo carrossage sigue usando como soporte unos paneles en relieve donde el texto aparece en las letras blancas sobre un fondo azul. Por último, los asientos de la estación son rojos, individualizados y de tipo Motte.